# 青木貞伸
青木 貞伸（あおき さだのぶ、1929年8月1日 - 2000年8月22日）は、日本の放送評論家。

## 生涯
東京生まれ。東北大学理学部卒。東北大学助手を経て、産経新聞社に入社後、東京大学新聞研究所講師、『放送批評』編集長などを務めた。

## 著書
- 『NHKの革命 コンピューター経営世界一』徳間書店トクマ ビジネス 1969
- 『情報産業の新局面 火を噴く電波戦争』徳間書店トクマビジネス 1969
- 『脱・茶の間の思想』社会思想社 1972
- 『華麗なる独占の論理 電電公社の商法』アドアンゲン アンゲンブックス 1973
- 『かくて映像はとらえられた テレビの50年』世界思想社 1976
- 『ブラウン管の思想 大衆操作の構図』世界思想社 1976
- 『NHK 世界最大のマスコミ集団』朝日ソノラマ ザ・会社シリーズ 1980
- 『東京放送 民放界のチャンピオン』朝日ソノラマ ザ・会社シリーズ 1980
- 『日本の民放ネットワーク : JNNの軌跡』JNNネットワーク協議会、1981年3月18日。NDLJP:12276276。
- 『メディアの生態学』大月書店 1986
- 『ニューメディアの興亡 ハイビジョン、BS、CS、CATV、キャプテン、パソコン通信、ニューメディアの興亡の内幕を鋭く描く!!』電波新聞社 1990
- 『次世代メディアを考える』電波新聞社 1992
- 『巨大企業NTT王国 マンモス企業の現在・過去・未来』電波新聞社 1993

### 共編著
- 『テレビを告発する 腐敗し堕落したテレビ産業の実態』高瀬広居,志賀信夫共著 エール出版社 1970
- 『ゲリラ産業』編 日刊工業新聞社 ウィークエンドブックス 1979

## 論文
- Cinii